# Netolická archa
Netolická archa je pozdně gotický oltář (1400–1500), který se nachází v kapli Nejsvětějšího Spasitele na Státním zámku Hluboká.

## Historie

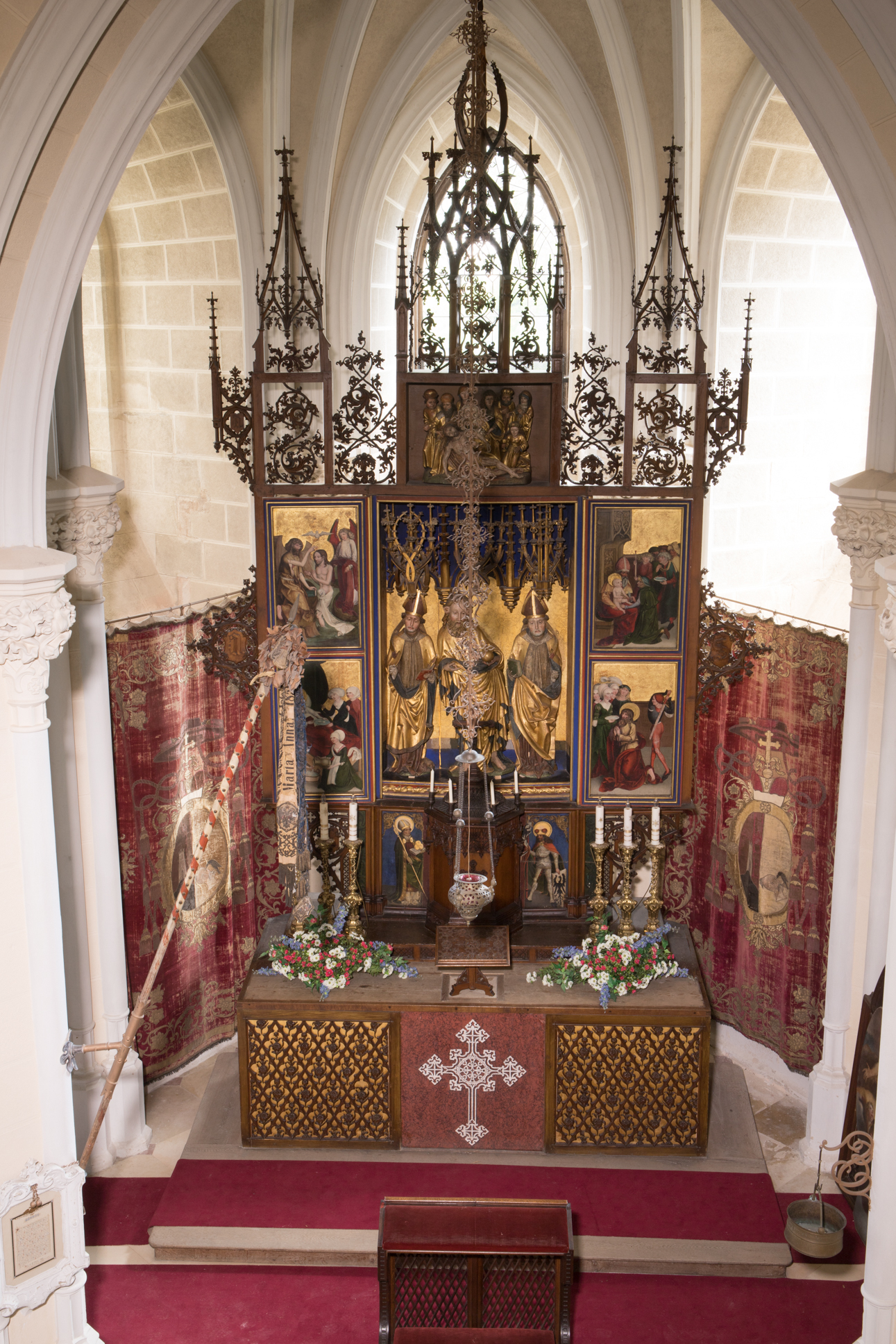
Kaple Nejsvětějšího Spasitele na zámku Hluboká

Samotný oltář vznikl v letech 1490–1500, jen ústřední socha pochází z let 1400–1410. Oltář byl zhotoven pravděpodobně v jižních Čechách nebo v Horním Rakousku, ale s určením pro Čechy, neboť jsou na něm umístěni čeští patroni. Nejstarším bezpečně doloženým místem umístění oltáře byl dominikánský klášter v Českých Budějovicích. Po jeho zrušení jej získal Jan Adolf II ze Schwarzenbergu a kolem roku 1830 jej věnoval do kostela sv. Václava v Netolicích. Díky tomu také získal oltář své jméno. V Netolicích ale nebyl dlouho, v roce 1847 si jej vyhlídla manželka Jana Adolfa II., kněžna Marie Eleonora, pro nově budovanou kapli Nejsvětější Spasitele, na tehdy přestavovaném zámku Hluboká. Archa tak mezi lety 1854–1857 prošla rozsáhlým restaurováním a úpravou. Autorem těchto oprav a úprav byl hlubocký řezbář Jan Pták a vyšly na 418 zlatých a 30 krejcarů. Řezbář připojil nový tabernákl, nástavec a jemné řezby na bocích. Kaple s nově upraveným oltářem byla vysvěcena 16. srpna 1857. Až do roku 1965 panoval názor, že oltář je opravdu zasvěcen Nejsvětějšímu Spasiteli, tj. Kristu, kterého představuje prostřední socha oltáře a obrazy po stranách jsou pak náměty z jeho života. Restaurování v letech 1961–1963 však odhalilo, že tomu tak není. Po výstavě v roce 1965 došlo k detailnějšímu studiu ikonografie. Při něm se zjistilo, že ústřední socha totiž nepředstavuje Ježíše, ale Jana Křtitele, který měl původně na sobě roucho z velbloudí kůže a v náručí držel beránka. Rovněž okolní obrazy jsou výjevy z života Jana Křtitele a nejsou v původních pozicích. Na horních se totiž našly stopy po poškození ohněm. Dříve byly totiž dole a byly poškozeny od hořících oltářních svící. Rovněž vnější obrazy nejsou výjevy za života svatého Jiljí, jak se původně předpokládalo, ale jedná se o výjevy z legendy svatého Prokopa. Díky tomu lze odhadnout původní umístění oltáře. Ten byl podle doktora Romana Lavičky zhotoven pro kostel svatého Jana Křtitele a Prokopa v Českých Budějovicích, kde opravdu došlo k rozsáhlé stavební činnosti okolo roku 1500.

## Popis
Na čelní straně predelly se po stranách svatostánku nacházejí dva obrazy světců. Ti jasně dokazují, že oltář byl zhotoven v Čechách nebo pro české prostředí. Na pravé straně se nachází obraz patrona Čech, svatého Václava. Na levé je pak jeden z patronů Českých Budějovic, svatý Mikuláš. Mezi ně umístil Jan Pták novogotický tabernákl (svatostánek), který lze sejmout. Za ním se nachází nika se stejným zdobením, jako je v centrální části. Původně se tu nacházela řezba se třemi výstupy, která se dotýkala zadní části. Řezba, která byla uvnitř niky, se bohužel nedochovala, a to ani na nejstarších kresbách oltáře ze 70. let 19. století. Na horní části oltáře se nachází reliéf oplakávání Krista. Ten byl k oltáři dodatečně přidán při renovaci Janem Ptákem v letech 1854–1857. Oplakávání má celkem devět figur a rovněž pochází ze stejného období jako archa. Jeho původ a historie až do doby, kdy se stal součástí Netolické archy, však není znám.
K hlavní skříni je připojen oboustranně pár křídel. Malby na vnitřní straně ukazují čtyři výjevy z života Jana Křtitele. Svatý Jan Křtitel křtí Ježíše (nahoře vlevo), Obřezání svatého Jana Křtitele (nahoře vpravo), Narození svatého Jana Křtitele (dole vlevo) a Stětí svatého Jana Křtitele (dole vpravo). Všechny obrazy mají stejné zlacené pozadí jako skříň v centrální části oltáře. Malíř, který maloval tyto obrazy, rovněž maloval obrazy svatého Václava a svatého Mikuláše na čelní straně predelly. Při malbě se inspiroval grafickými listy známého německého grafika Martina Schongauera (asi 1448–1491). Například na obraze Stětí svatého Jana Křtitele se nalézá kat, který je zrcadlovým otočením postavy pacholka z hlavního oltáře v klášterním kostele v Blauberen.
Malby na vnitřní straně křídel zachycují život svatého Prokopa: setkání svatého Prokopa s knížetem Oldřichem na lovu (nahoře vlevo), svatý Prokop donutil ďábla nést oj od vozu (nahoře vpravo), svatý Prokop vyhání ďábla z jeskyně (dole vlevo) a svatý Prokop o Božím Těle způsobil zázrak s poutníkem Mennou. Zajímavostí je, že svatý Prokop na třech vyobrazeních má na sobě červenohnědý šat. Ten však neodpovídá řádovým oděvům benediktinů, které jsou černé. Vzhledem k odlišnému provedení postav lze soudit, že autorem těchto obrazů je někdo jiný než na vnitřní straně archy. Tento oltář je tak důkazem častých proměn u vyobrazení světců, ke kterým docházelo v minulosti změnami atributů jednotlivých světců.

## Fotogalerie

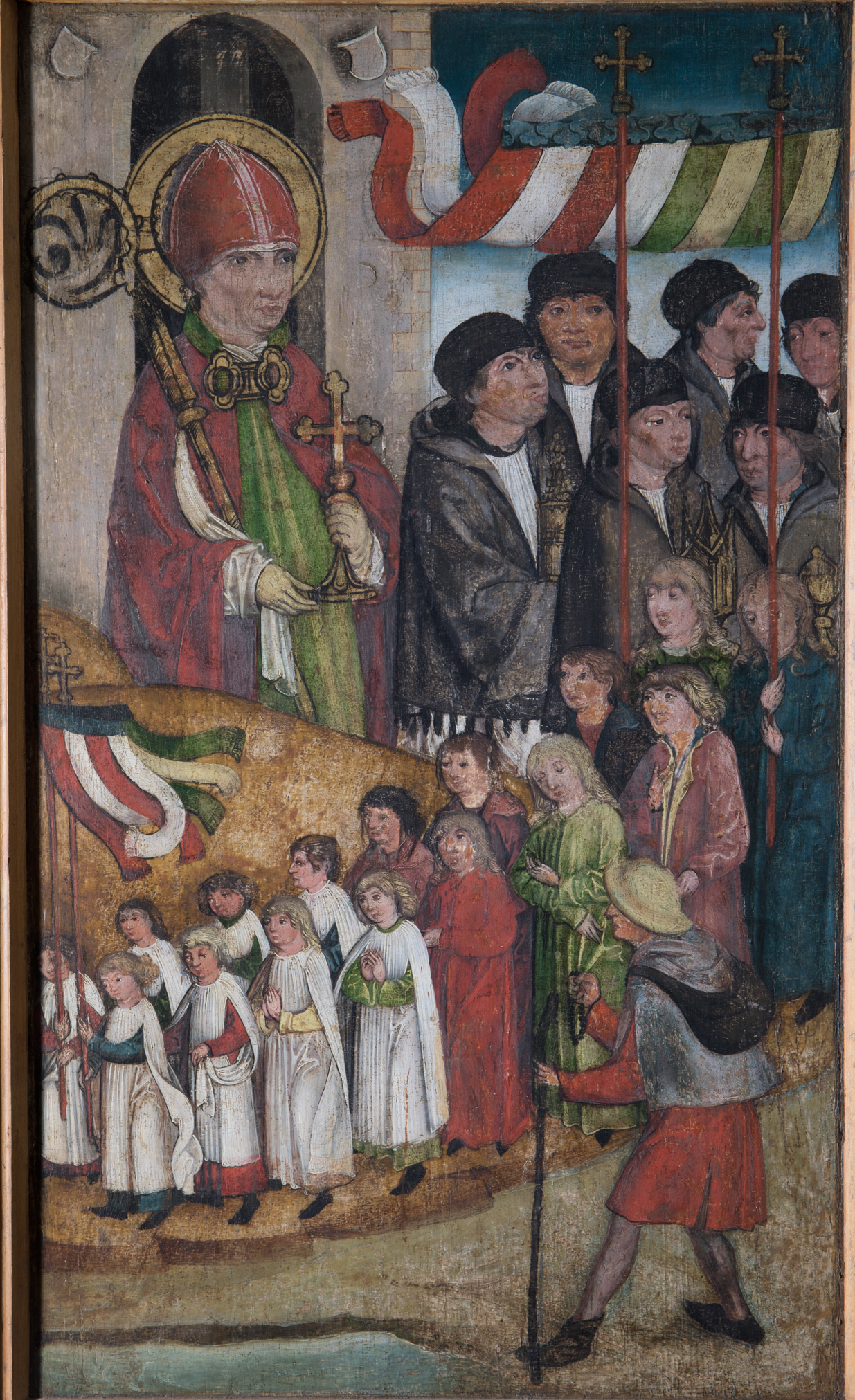
Svatý Prokop o Božím Těle způsobil zázrak s poutníkem
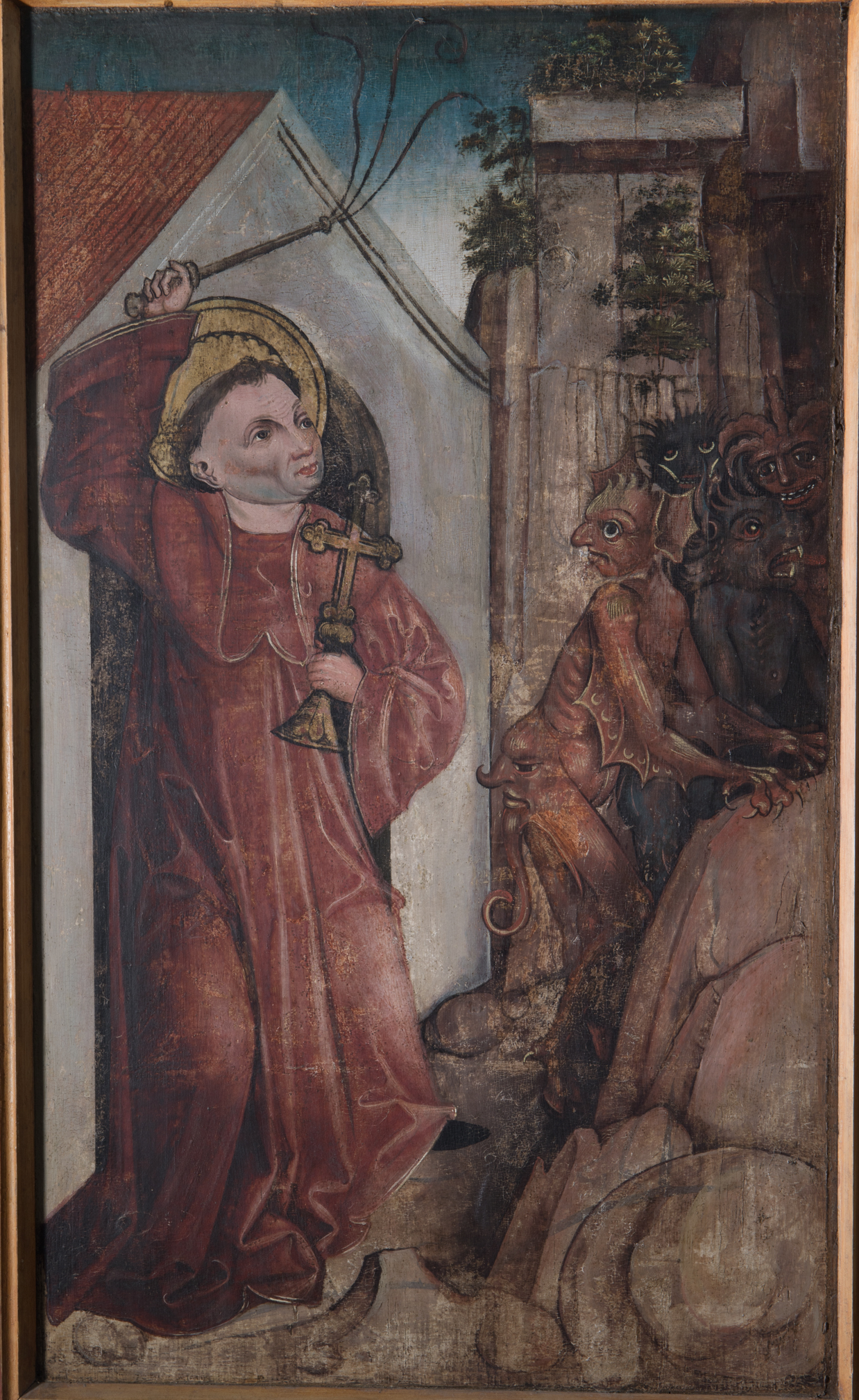
Svatý Prokop vyhání ďábla z jeskyně
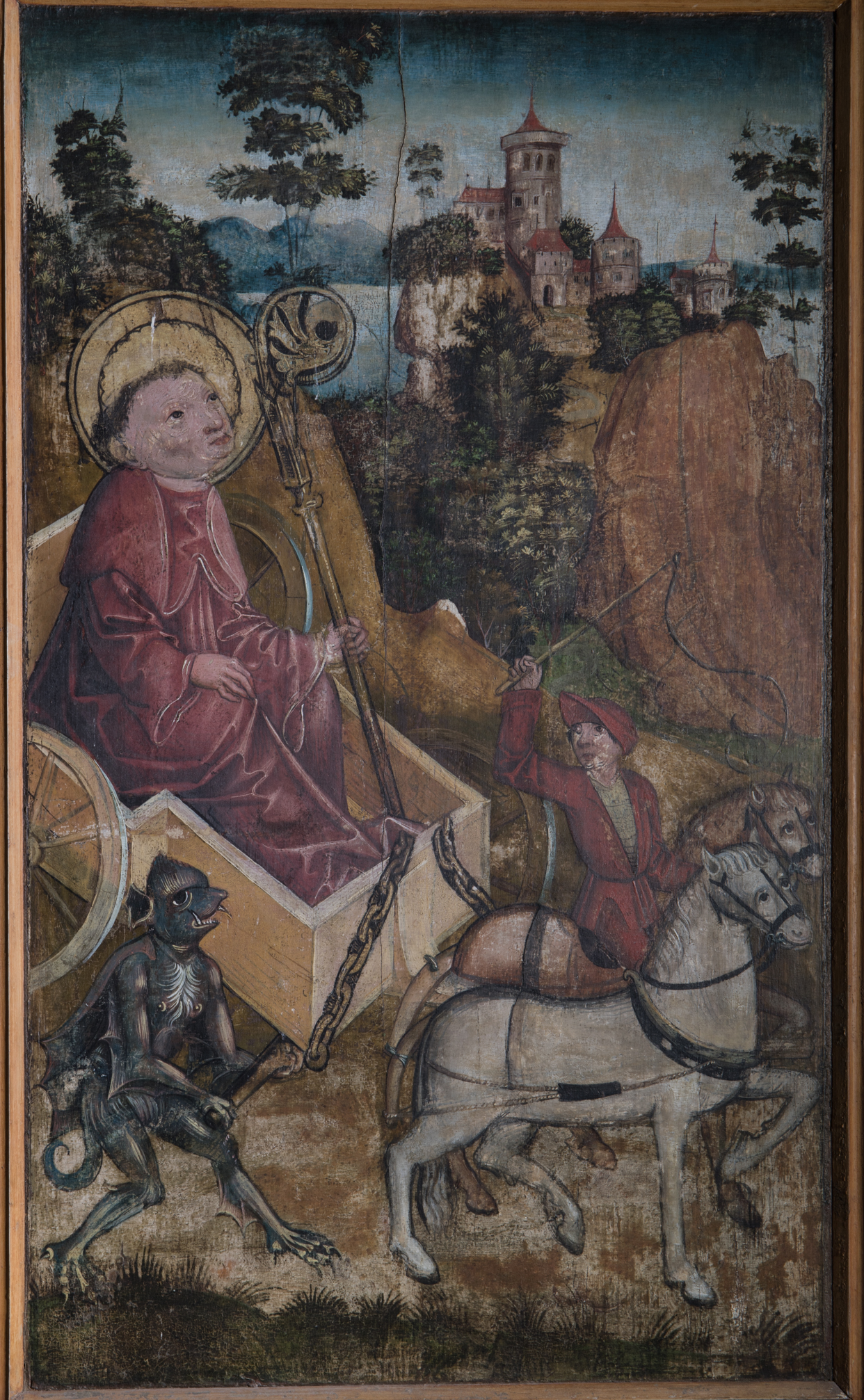
Svatý Prokop donutil ďábla nést oj od vozu
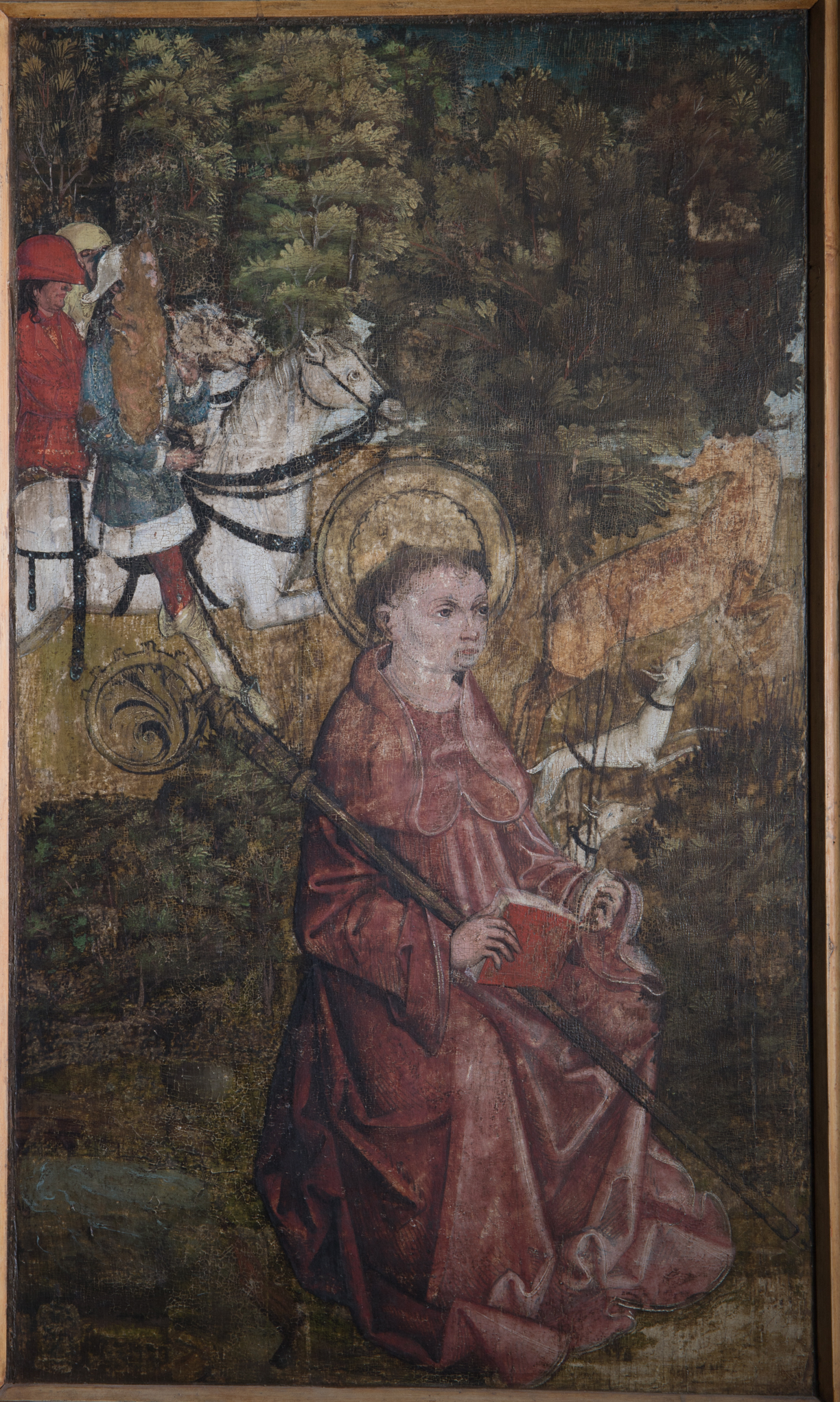
Setkání svatého Prokopa s knížetem Oldřichem na lovu
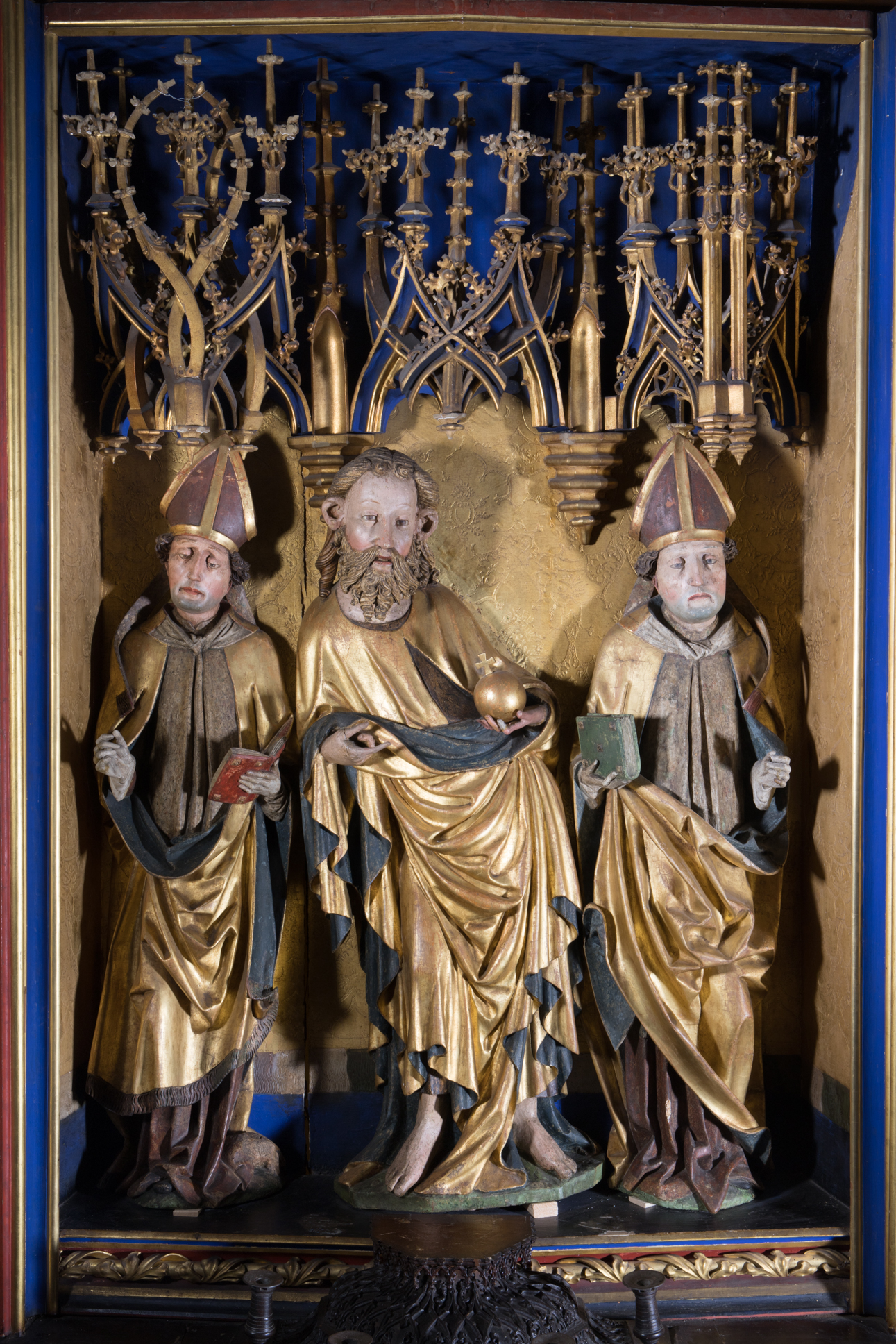
Socha Ježíše Krista s biskupy
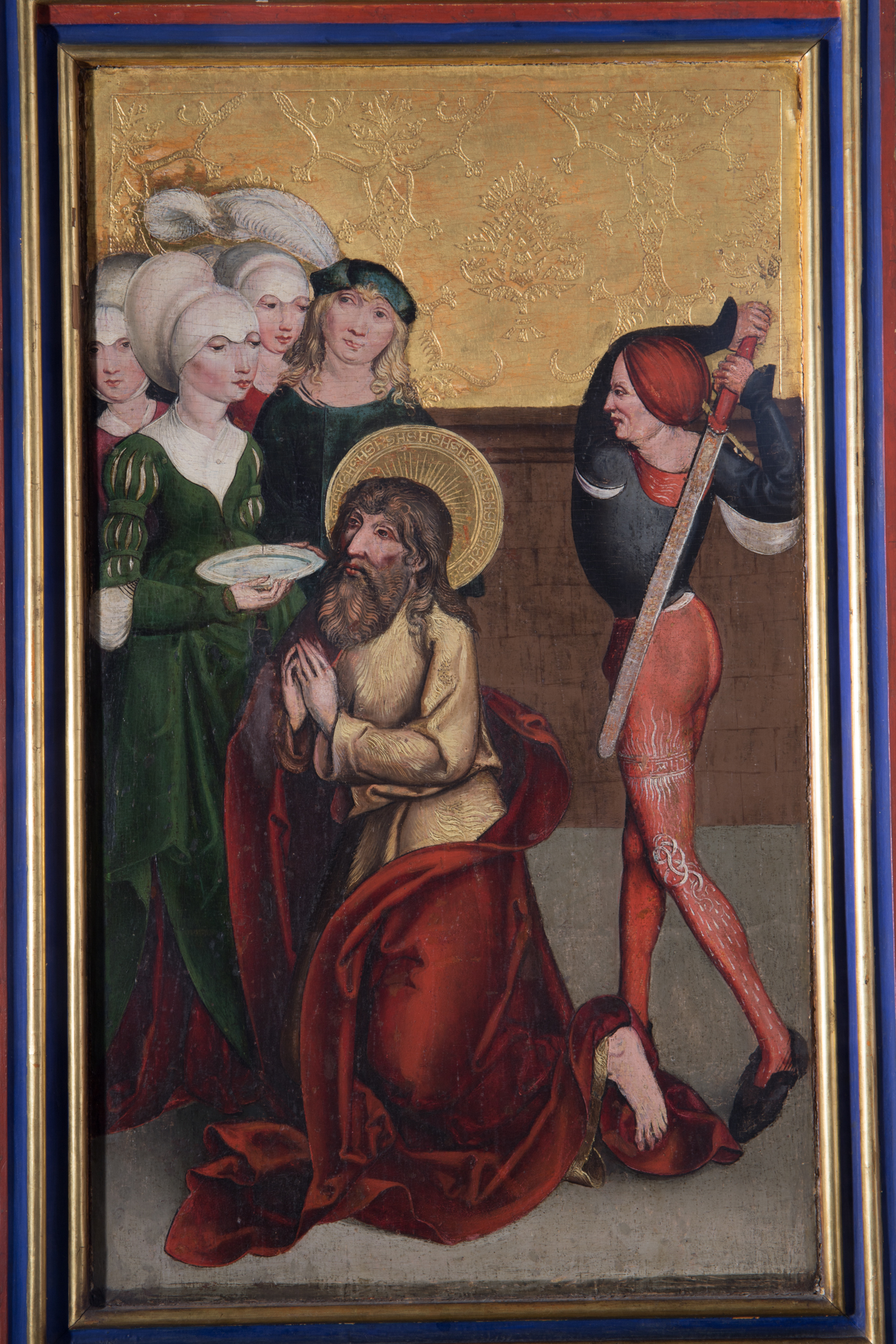
Stětí svatého Jana Křtitele
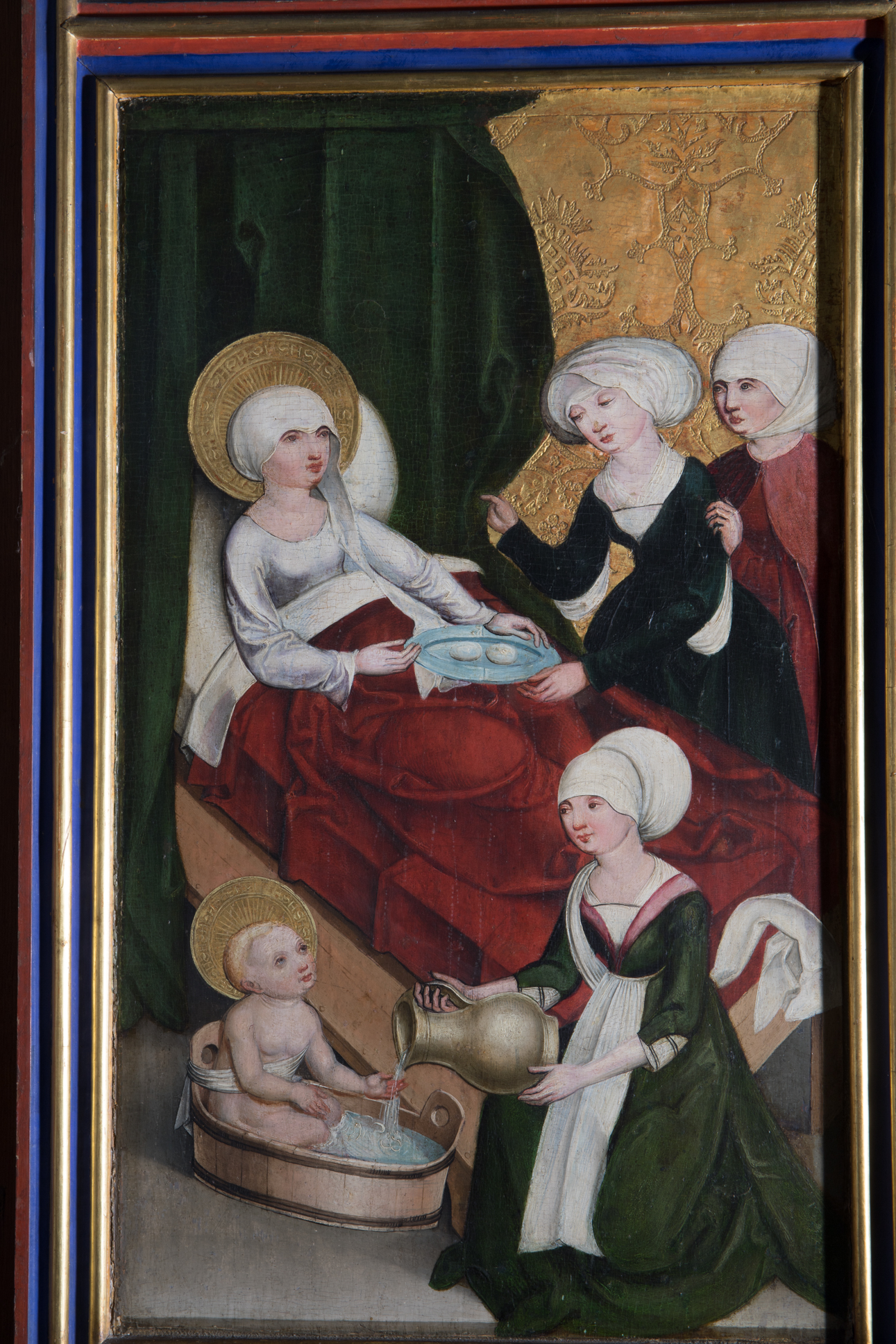
Narození svatého Jana Křtitele
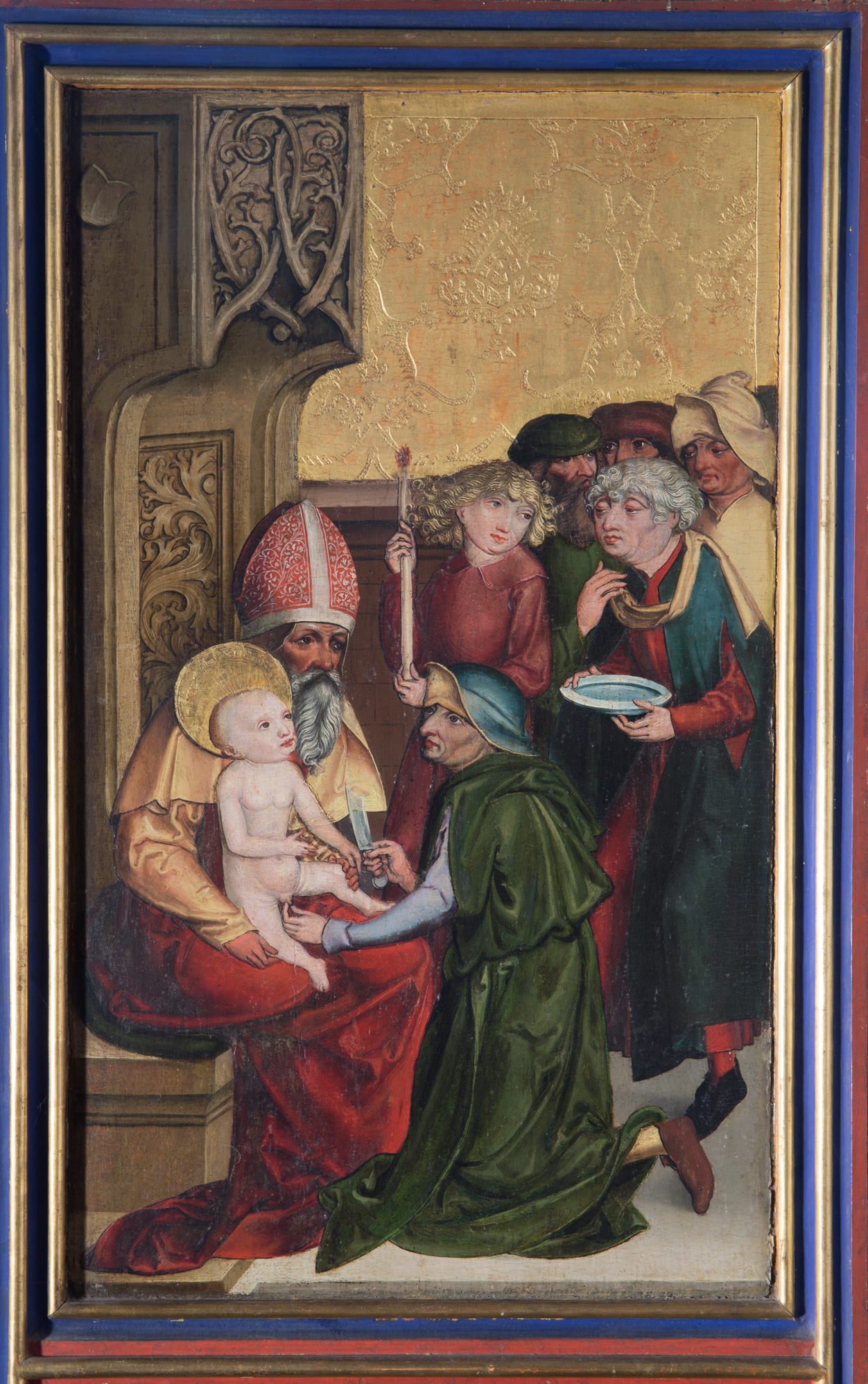
Obřezání svatého Jana Křtitele
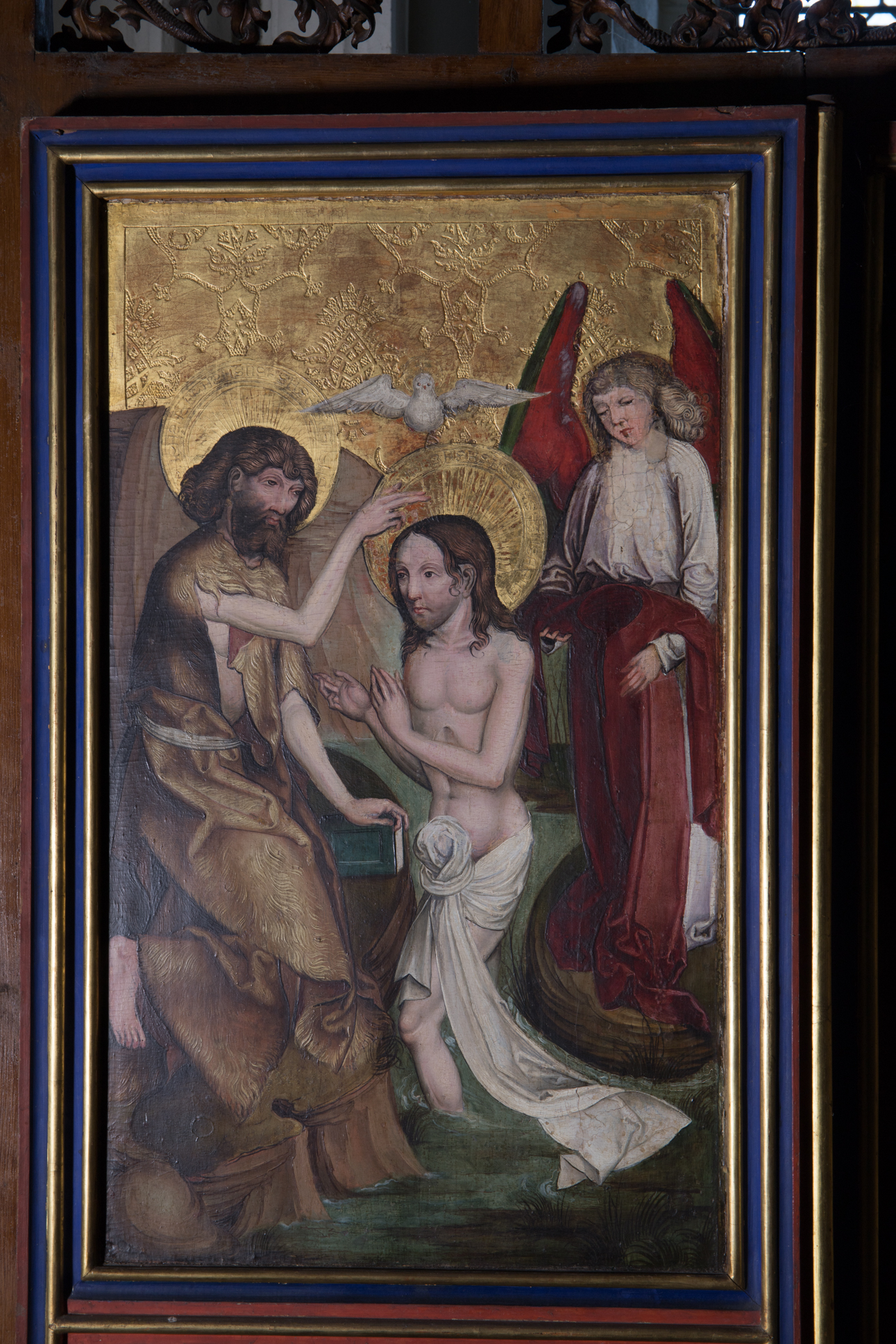
Svatý Jan Křtitel křtí Ježíše